# Пальчуковський Юрій Іванович
Юрій Іванович Пальчуковський (народився 27 липня 1950 року у м. Києві) — український політик і громадський діяч, співзасновник (1999), член Президії, перший заступник голови та керівник Української партії «Єдність» (2001), співзасновник і голова Демократичного об'єднання «Українська Національна Рада» (з 2002), член Спілки журналістів України, співзасновник громадсько-політичного Інтернет-порталу «Воля народу» (2010)

## Громадська діяльність
Юрій Пальчуковський разом з українським журналістом Віталієм Карпенком, генералом Анатолієм Лопатою був засновником Української партії «Єдність» (1999), членом Президії, Першим заступником голови та керівником партії (у 2001 році).
У 2006 був кандидатом у народні депутати України за списком політичного блоку ПОРА-ПРП. Кілька років поспіль обирався депутатом Печерської районної ради у м. Києві.
На початку Революції Гідності, 5 грудня 2013 року Юрій Пальчуковський як Голова Української Національної Ради вперше публічно звернувся до Януковича не як до президента, а як до громадянина, із закликом добровільно піти у відставку — у Зверненні УНРади йшлося:
«Своїми авторитарними, протиправними, антиукраїнськими, антинародними діями ви перетнули точку неповернення.
На Вашій совісті — кров невинних дітей!
Ваша відставка — питання близького часу. Чим скоріше ви її зробите добровільно, тим буде краще і для України і для вас особисто.
Кожна хвилина зволікання працює проти вас!»
В якості Голови УНРади звертався до чинного Президента України В. Зеленського з нагоди 24-ї річниці Конституції України. Під його керівництвом Українська Національна Рада прийняла Заяву щодо неконституційності закону про ринок землі: